# Weinmannia apurimacensis
Weinmannia apurimacensis là một loài thực vật thuộc họ Cunoniaceae. Đây là loài đặc hữu của Peru.